# アルバレット・デッラ・トッレ
アルバレット・デッラ・トッレ（イタリア語: Albaretto della Torre）は、イタリア共和国ピエモンテ州クーネオ県にある、人口約300人の基礎自治体（コムーネ）。

## 地理

### 位置・広がり

#### 隣接コムーネ
隣接するコムーネは以下の通り。
- アルグエッロ
- チェッレート・ランゲ
- レークイオ・ベッリア
- ロデッロ
- シーニオ

## 行政

### 分離集落
アルバレット・デッラ・トッレには、以下の分離集落（フラツィオーネ）がある。
- Borine, Lesme, Sant'Antonino, Tre Cunei